# Anders Gustaf Ekeberg
Anders Gustaf Ekeberg (Estocolmo, Suecia, 16 de enero de 1767 - Upsala, Suecia, 11 de febrero de 1813) fue un químico sueco que descubrió en 1802 el tántalo. Una enfermedad infantil le dejó parcialmente sordo y un accidente cuando explotó un matraz le quitó la visión de un ojo.

## Lecturas posteriores
- Weeks, Mary Elvira. «The Discovery of the Elements: VII. Columbium, Tantalum, and Vanadium». Journal of Chemical Education 9 (5): 863 - 884. - subscription required